# Umberto Saba
Umberto Saba, född 9 mars 1883 i Trieste i dåvarande Österrike-Ungern, död 25 augusti 1957 i Gorizia i Italien, räknas som en av de stora poeterna i det italienska språket under 1900-talets första hälft. Han föddes som Umberto Poli efter faderns efternamn, men gav ut sina böcker under namnet Umberto Saba och på 1920-talet bytte han formellt efternamn till Saba.

## Biografi
Umberto Saba växte upp i Triestes lägre medelklass. Staden tillhörde fram till slutet av första världskriget Österrike-Ungern men eftersom fadern var italiensk medborgare blev även Umberto det. Fadern lämnade familjen redan innan Umberto föddes. Modern var judinna. Hon lät barnet bo hos en slovensk fostermor de första åren innan han återvände till sin biologiska mor. I fosterfamiljen hade Umberto blivit intresserad av kristendom, ett intresse som varade livet ut. Examen vid läroverket i Trieste följdes av humanistiska studier vid universitetet i Pisa. Han prövade utan större engagemang olika ämnen men tog ingen examen och återvände efter ett år till Trieste. Här publicerades hans första dikt den 15 april 1905 i den socialistiska dagstidningen Il Lavoratore.
Under de kommande åren bodde Saba omväxlande i Trieste och i olika städer i Italien. Han tog värvning i ett italienskt infanteriregemente 1908. Året därpå gifte han sig med Carolina Wölfler, kallad Lina, i Trieste. Paret fick en dotter, Linuccia, men redan något år senare lämnade Saba familjen och bosatte sig i Florens. Så småningom försonades makarna och även om de bodde åtskilda var de mycket fästa vid och beroende av varandra. Dottern Linuccia skulle också livet igenom betyda mycket för honom. 
Efter första världskriget kunde han med hjälp av ett arv efter sin moster överta ett antikvariat i Trieste. Han innehade sedan antikvariatet fram till sin död med avbrott under åren kring andra världskriget. Umberto Saba var jude och skärpta raslagar 1938 gjorde det omöjligt för honom att stå kvar som ägare. Sabas medarbetare sedan 1924, Carlo Cerne, trädde då in som innehavare. Efter kriget ägde de två antikvariatet gemensamt. När Saba dog 1957 blev Cerne ensam ägare. Libreria Antiquaria Umberto Saba finns fortfarande kvar 2019.
Umberto Saba drabbades genom hela livet av psykiska kriser. Han tog starka intryck av Sigmund Freuds skrifter och genomgick psykoanalytisk behandling 1928-1932 för att komma tillrätta med trauman från sin faderlösa barndom med en sval och distanserad mor men med en älskad fostermor.

## Litterär gärning
1911 gav Umberto Poli ut sin första diktsamling, Poesie. Han hade själv låtit trycka den och gav ut den under namnet ”Umberto Saba”. Han skulle använda denna pseudonym framgent för sina böcker och på 1920-talet bytte han också formellt till detta efternamn. Det är oklart varifrån han fick ”Saba”, men en hypotes är att det härrör från barndomens fostermor Gioseffa Gabrovich Schobar, kallad ”Peppa Sabaz”. I Poesie finns bland annat minnesbilder från militärutbildningen, dikter som beskriver militärtjänstens absurda krigslekar. Efter debuten följde andra böcker, både poesi och prosa. 1921 kom Sabas magnum opus, samlingen Il Canzoniere (”Sångboken”). Boken blev en stor framgång och skulle genom åren ges ut i flera nya upplagor, varje gång bearbetad och kompletterad med nya dikter. ”Sångerna” är ordnade kronologiskt efter tiden för deras tillkomst, med de äldsta skrivna dikterna i början av seklet.
Sabas poesi präglas av enkelhet till både form och innehåll. Han var ingen språklig avantgardist, tvärtom. Han skydde alla retoriska bombasmer och språket kunde ibland likna versifierad prosa och även få drag av sentimentalitet. Han var också en något ojämn poet och hans anseende bygger på en mindre del av produktionen, men denna del räckte för att placera honom bland de främsta italienska diktarna under 1900-talets första hälft. 
Umberto Saba hade ett underifrånperspektiv och skrev om vardagliga ting. I Franciskus efterföljd diktade han om djur och kunde kärleksfullt likna sin hustru vid en höna, en kanin eller en svala. Han var en flanör och kafébesökare och skrev om sina städer – Florens, Bologna med flera och framför om allt Trieste. 
På 1930-talet kom hans Cinque poesie per il gioco del calcio, ”Fem dikter om fotboll”. I en tv-inspelning gjord 1956 i hemmet läser han själv en dikt om favoritlaget, Triestina.
Det var först sent i livet som Umberto Saba skrev om sin egen bisexualitet. Han gjorde det i den självbiografiska romanen Ernesto. Saba började att skriva romanen när han var sjuttio år gammal och inlagd på en klinik i Rom. Det är en berättelse om vuxenblivande och utspelas 1898 i Trieste när huvudpersonen är sexton år gammal. Boken gavs ut postumt 1975 och rosades då av kritikerna. Romanen blev några år senare, som man kunde förvänta sig, "omarbetad" till en film.

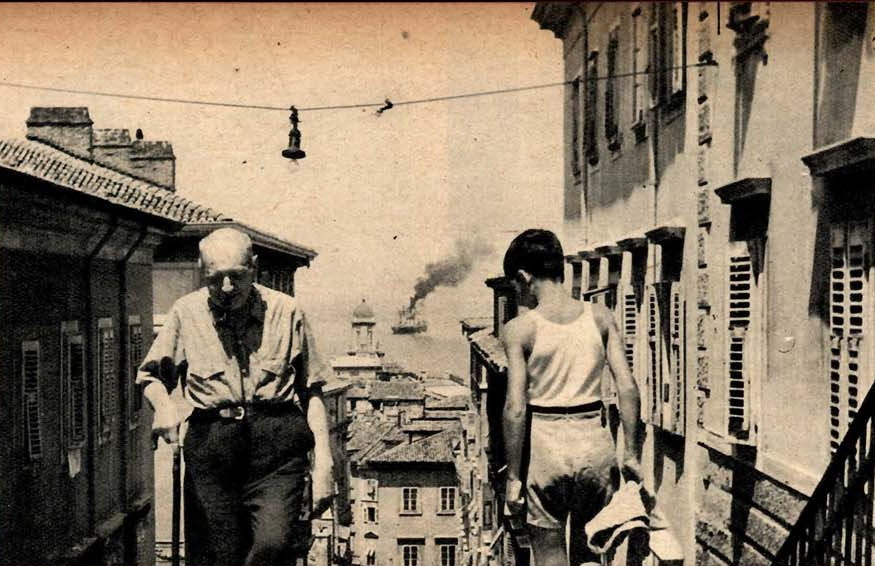
Umberto Saba i Trieste 1951
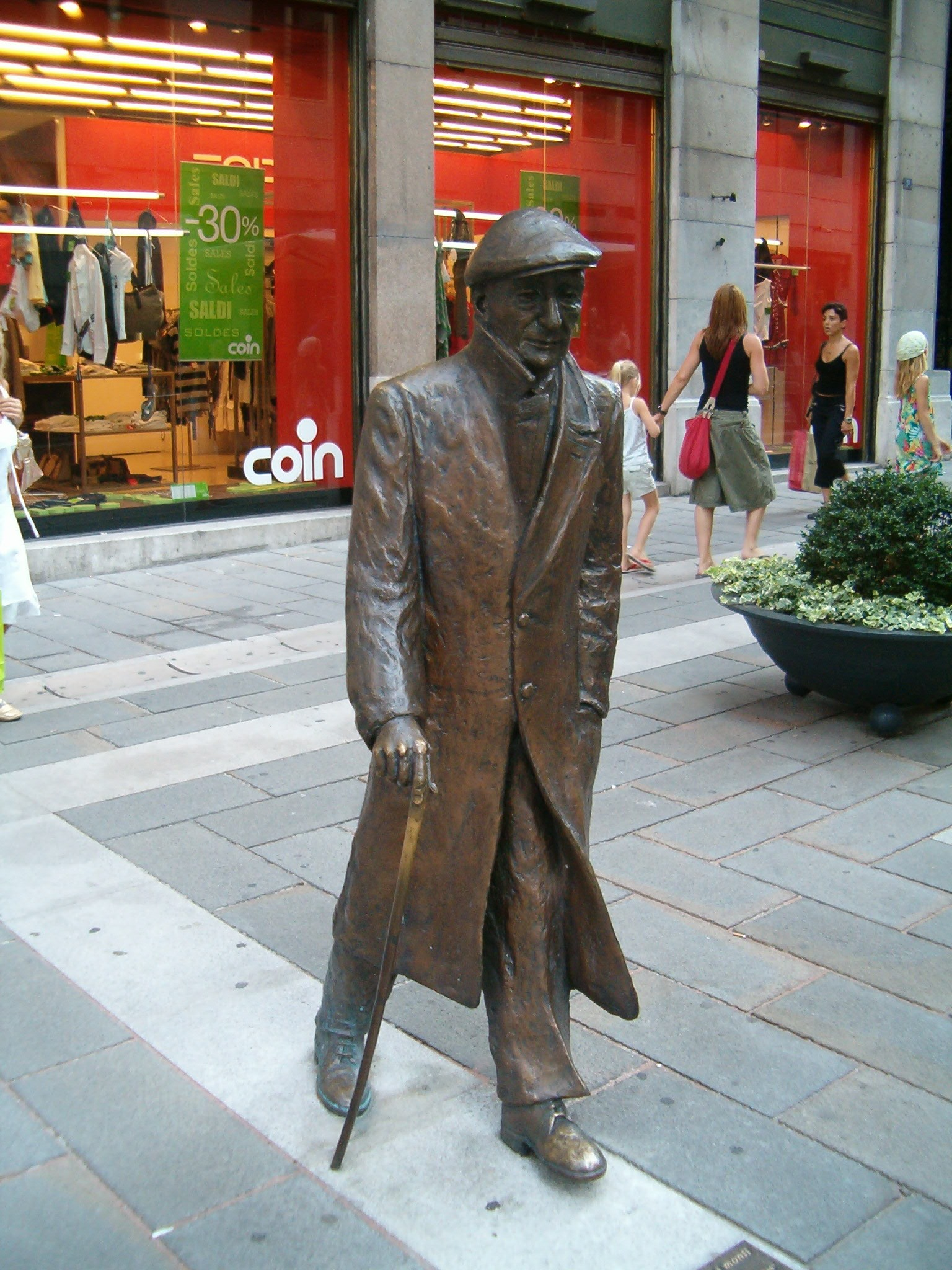
Staty av Saba i Trieste
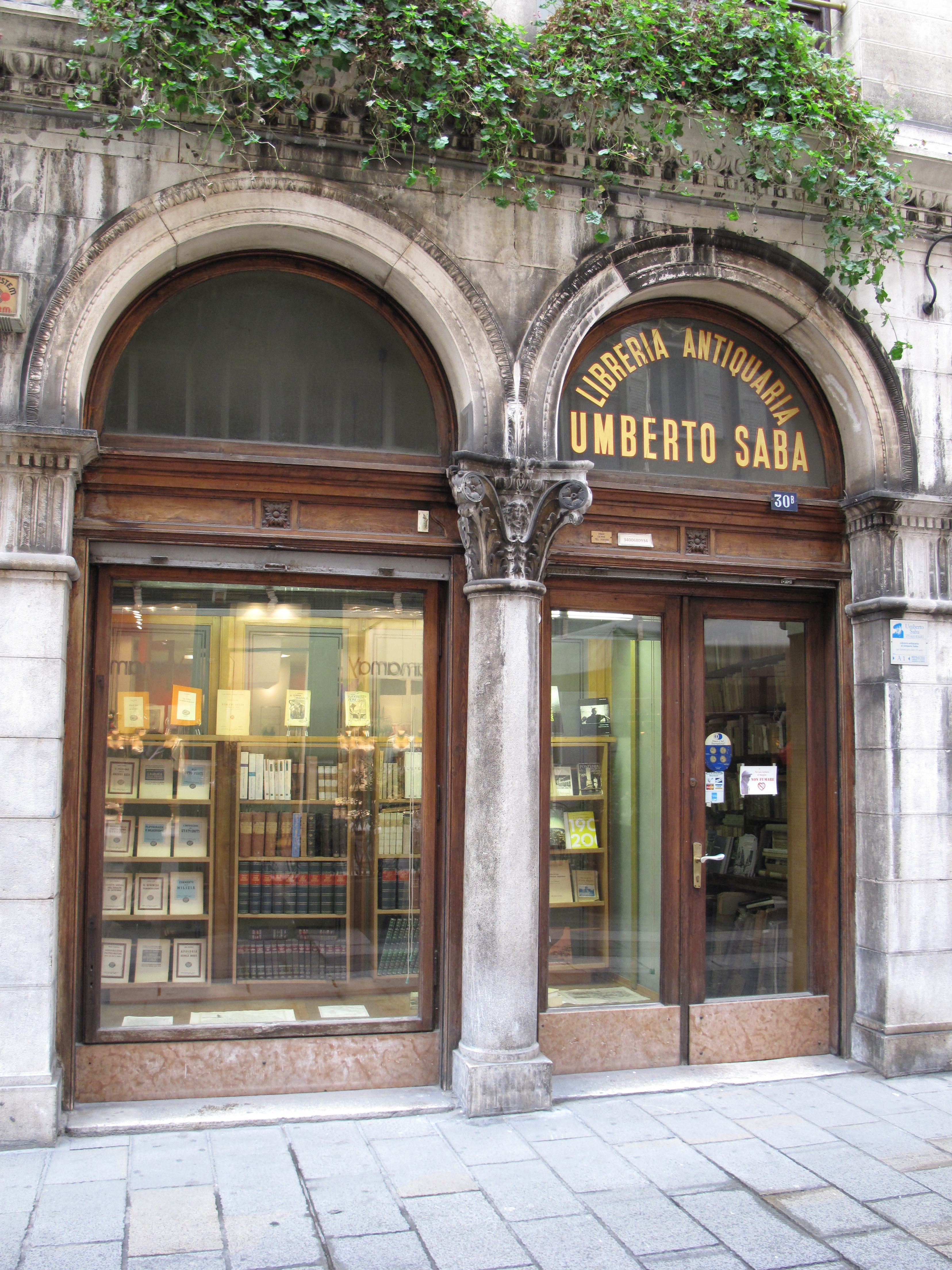
Libreria Antiquaria Umberto Saba
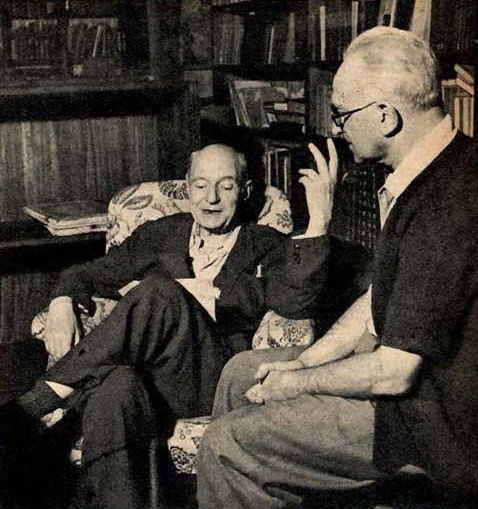
Umberto Saba i sin bostad 1951

## Svenska tolkningar
Endast mindre delar av Umberto Sabas verk har tolkats till svenska:
- I Italiensk lyrik (1964) finns några dikter tolkade av Estrid Tenggren.[12]
- Poesie (1966) innehåller tolkningar gjorda av Anders Österling parallellt med dikterna på originalspråk och med förord av Carlo Levi.[13]
- Sångboken (2018) i urval och tolkningar av Gunnar Balgård är den fylligaste samlingen av Umberto Sabas poesi på svenska.[14]